# Ryżowa rapsodia
Ryżowa rapsodia (oryg. Hainan ji fan, chiń. 海南雞飯) – singapursko–hongkońsko–australijski komediodramat z 2004 roku w reżyserii Kennetha Bi.

## Obsada
Źródło: Filmweb

- Sylvia Chang – Jen
- Steph Song – Jennifer
- Samuel Chong – mistrz ceremonii
- Ronald Bi – dziadek
- Ivy Ling Po – babcia
- Maggie Q – Gigi
- Alvin Chiang – Daniel
- Craig Toh – Harry
- LePham Tan – Leo
- Mélanie Laurent – Sabine
- Martin Yan – Kim Chui

## Nagrody i nominacje
W 2004 roku podczas Golden Horse Film Festival Sylvia Chang była nominowana do nagrody Golden Horse Award w kategorii Best Actress, Masahiro Kawasaki był nominowany w kategorii Best Original Film Score. Kenneth Bi był nominowany do nagrody Tokyo Grand Prix podczas Międzynarodowego Festiwalu Filmowego w Tokio. W 2005 roku podczas Newport Beach Film Festival Sylvia Chang zdobyła nagrodę Jury Award w kategorii Best Actress. Kenneth Bi podczas WorldFest-Houston International Film Festival zdobył nagrodę Platinum Award w kategorii Independent Theatrical Feature Films & Videos – First Feature. W 2006 roku podczas 25. edycji Hong Kong Film Awards Sylvia Chang była nominowana do nagrody Hong Kong Film Award w kategorii Best Actress a Kenneth Bi zdobył nagrodę Hong Kong Film Award w kategorii Best New Director.